# Cantieri Culturali della Zisa
Les Cantieri Culturali alla Zisa (ex Officine Ducrot) sont une ancienne zone industrielle de Palerme transformée en friche artistique, située près du palais de la Zisa.

## Officine Ducrot

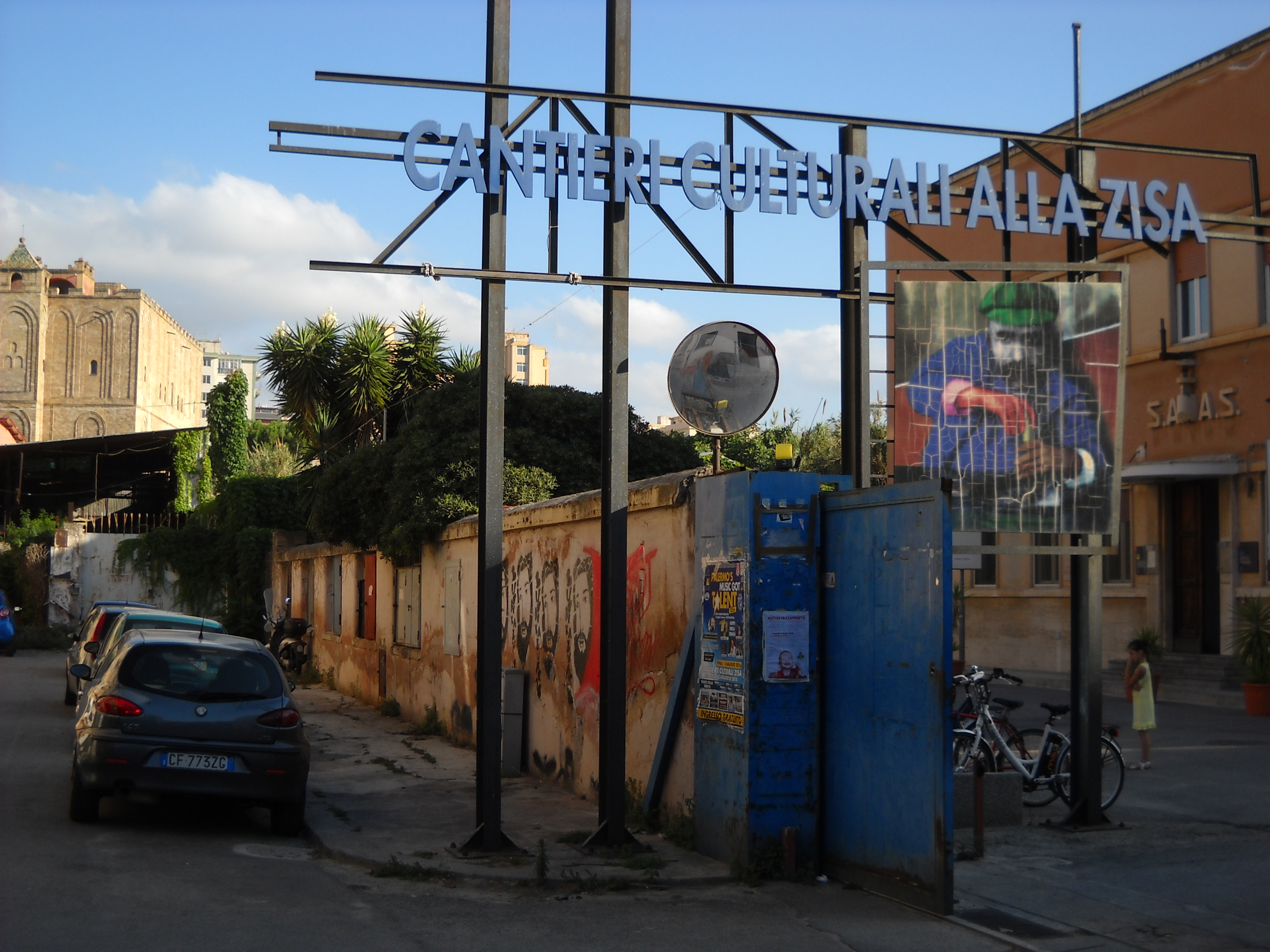
Cantieri Culturali della Zisa di Palermo, entrée par via Gili

Avec l'ancien Chimique Arenella, ce sont les deux meilleurs exemples d'archéologie industrielle existant à Palerme. Construite pour accueillir l'Officine Ducrot, et l'Étude de Vittorio Ducrot, la zone qui comprend 23 bâtiments dans lesquels étaient réalisés, entre la fin du XIXe siècle et la première moitié du XXe siècle, les meubles en bois et en métal conçus par l'architecte Ernesto Basile dans le style de l'art nouveau. Certains de ces meubles ont été utilisés dans les salles de navires de croisière de la Florio et le mobilier du Palais Montecitorio. La zone industrielle abritait aussi l'Aeronautica Sicula Ducrot.

## Friche artistique
À partir de 1996, la municipalité de Palerme menée par Leoluca Orlando engage l'aménagement de la friche industrielle en espace consacré à la culture, à l'instar des friches artistiques françaises comme la Friche Belle de Mai à Marseille et Le Lieu unique à Nantes. Élément d'une politique plus large visant à redynamiser l'économie locale et changer l'image de la ville à travers la culture, cet espace de 55 000 m2 est utilisé comme lieu d'exposition pour les événements théâtraux, musicaux, cinématographiques, et les initiatives culturelles de toutes sortes. 
Les premiers espaces réhabilités sont le Spazio Ducrot, la Galleria Bianca (galerie), le Spazio Zero (spectacle vivant), les Tre Navate (salle polyvalente), la Sala Prove (mise en scène), la Grande Vasca (galerie), la Sala Blu Cobalto (galerie), le Spazio Nuovo (polyvalent), la Sala Lettura (ou “Bibliothèque des différences” de l’Institut Gramsci). 
La zone abrite le siège de l'Institut français de Palerme, le centre culturel allemand Goethe-Institut, l'Institut Gramsci Siciliano (et de sa bibliothèque) et le siège de Palerme de l'École Nationale de Cinéma appartenant au Centro sperimentale di cinematografia.
Depuis 2012 c'est également l'emplacement de ZAC_ Zisa Zone d'art contemporain, ainsi que de la salle de cinéma De Seta, le cinéma public consacré à Vittorio De Seta.

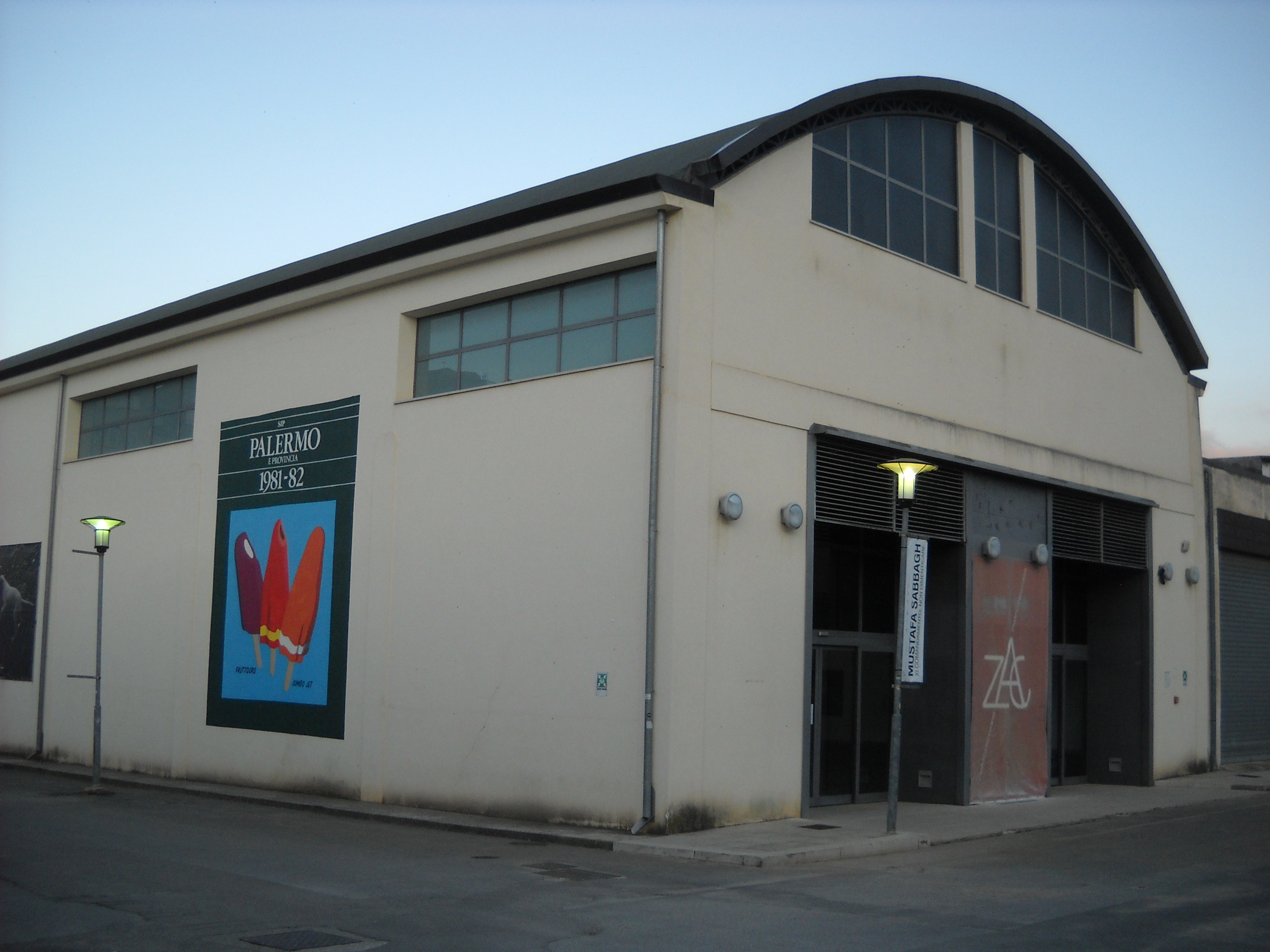
Cantieri Culturali della Zisa di Palermo: Pavillon ZAC (Zisa Arti Contemporanee)
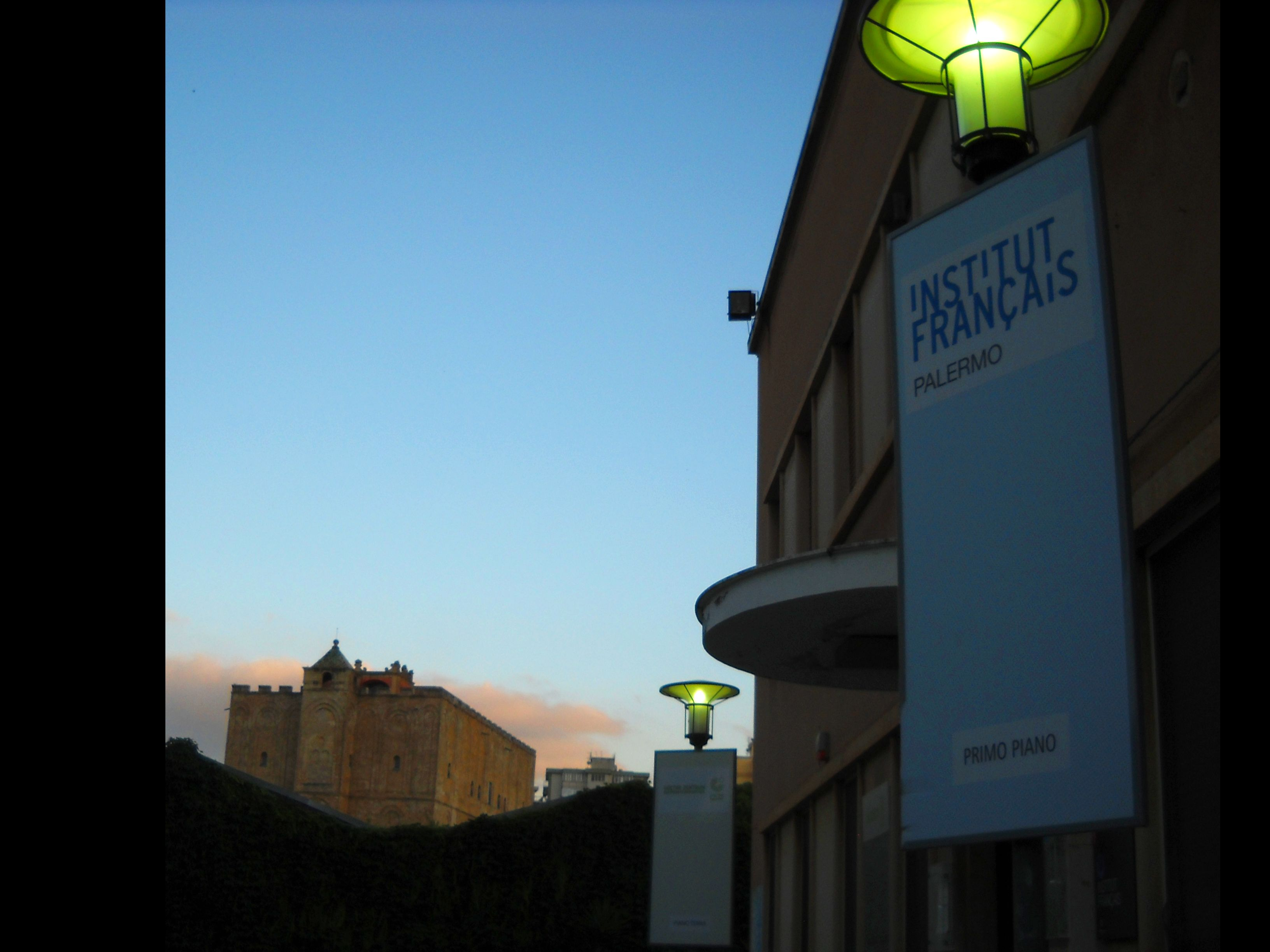
Cantieri Culturali della Zisa di Palermo: Le siège de l'Institut français de Palerme, l'arrière-plan la Zisa
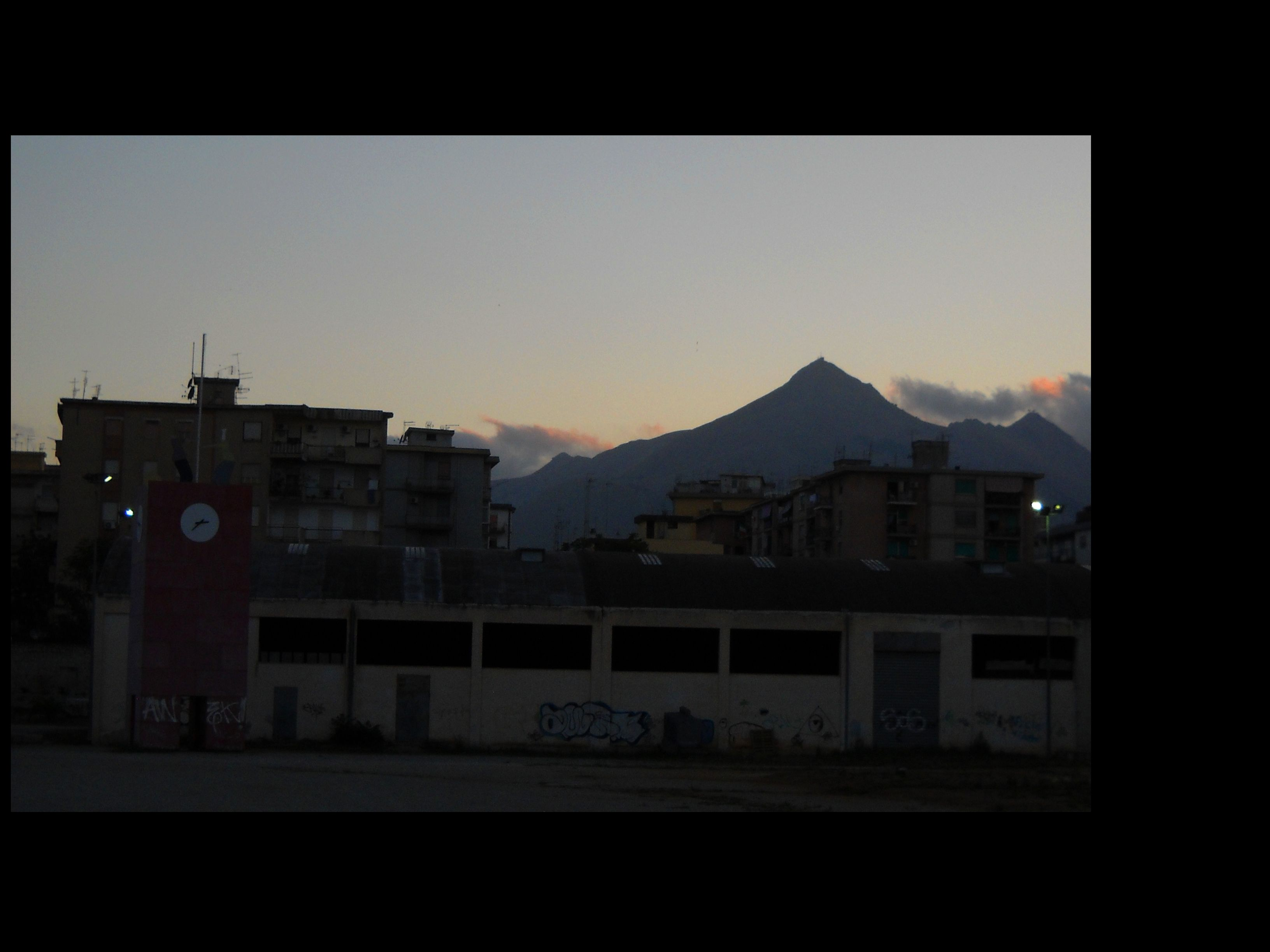
Cantieri Culturali della Zisa di Palermo: Torre Orologio, l'arrière-plan Monte Cuccio
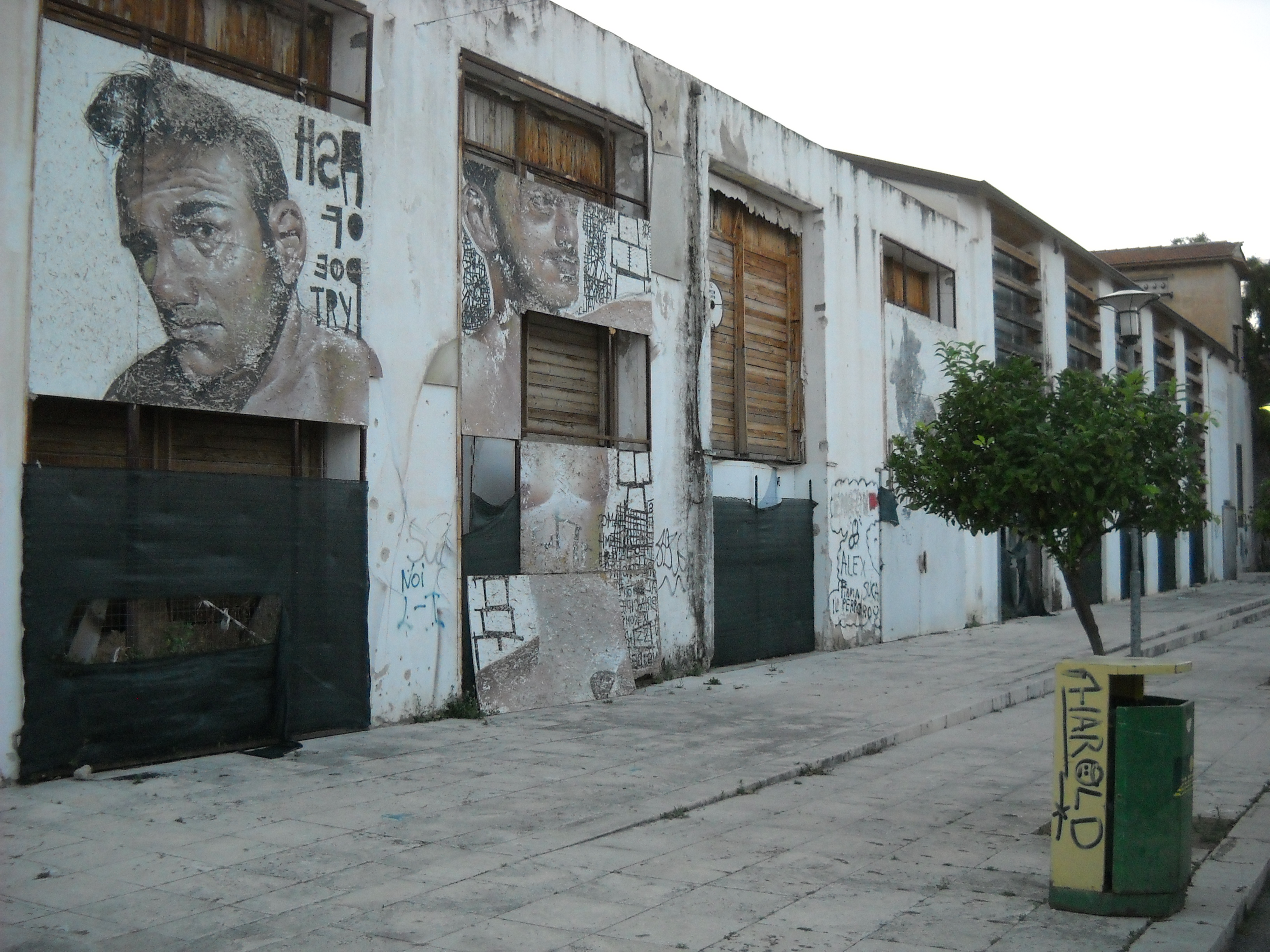
Cantieri Culturali della Zisa di Palermo: Pavillon Spazio ZERO
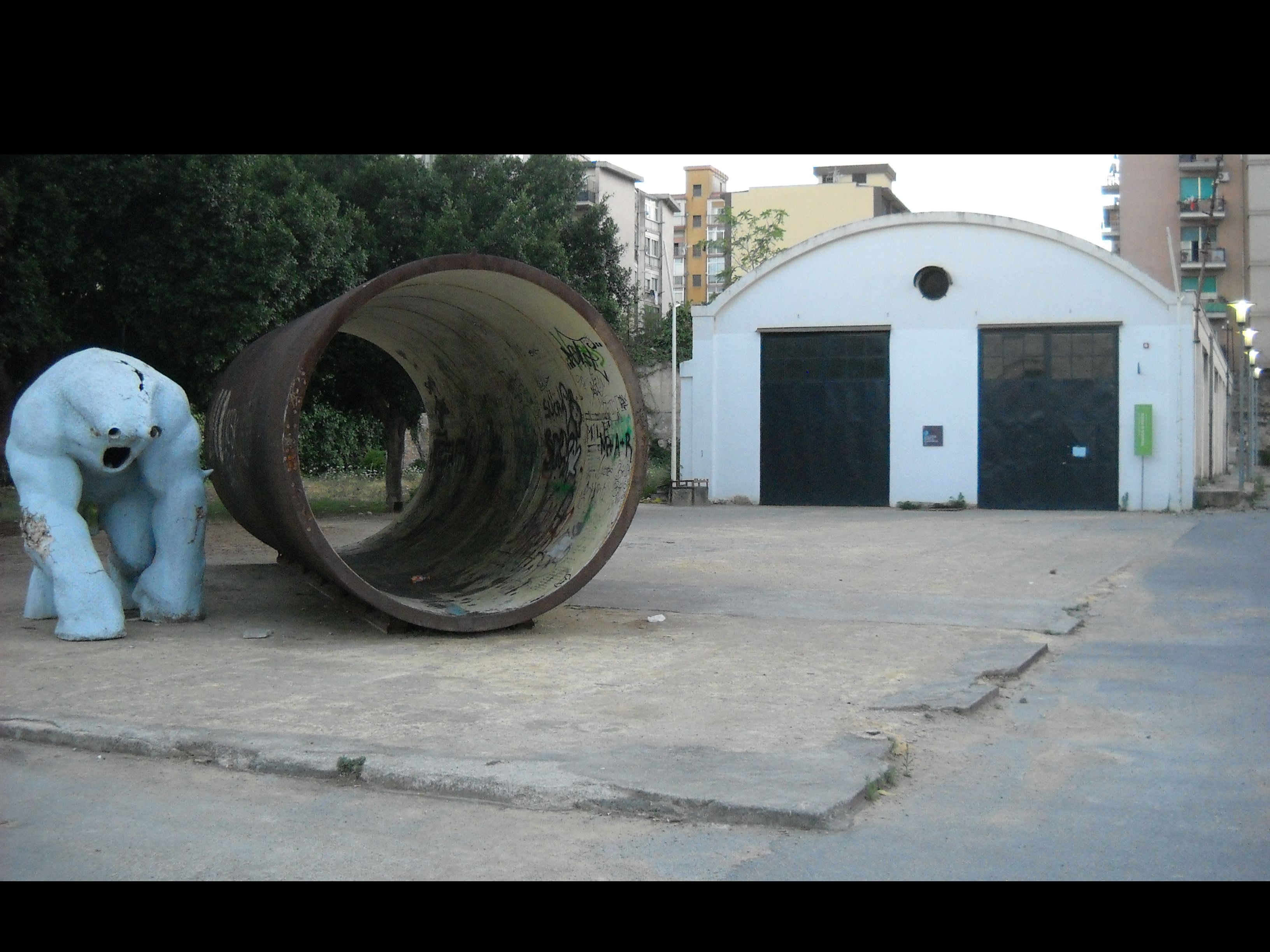
Cantieri Culturali della Zisa di Palermo: Galleria Bianca et des installations d'art en plein air
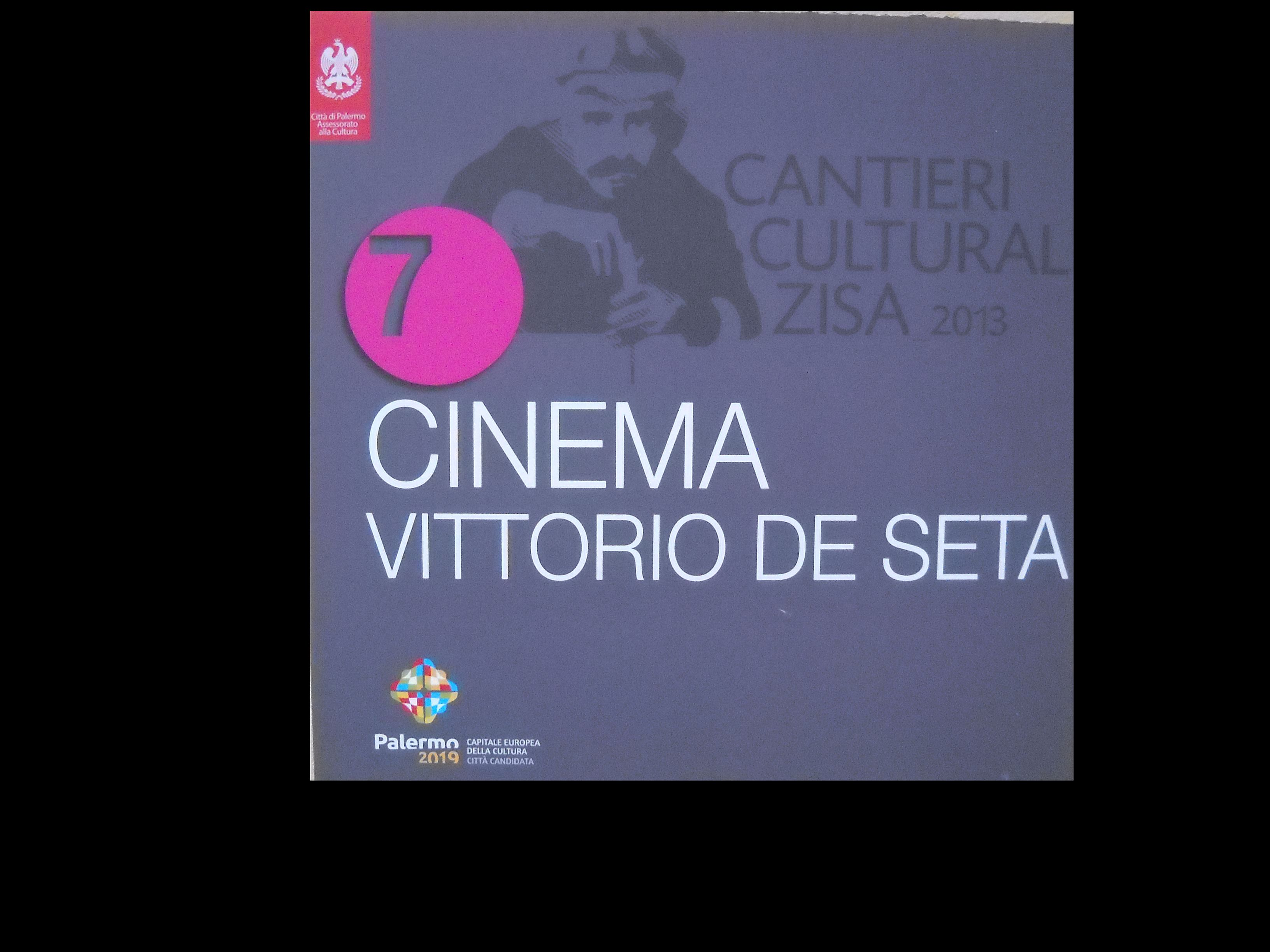
Cantieri Culturali della Zisa di Palermo: Cinema De Seta A
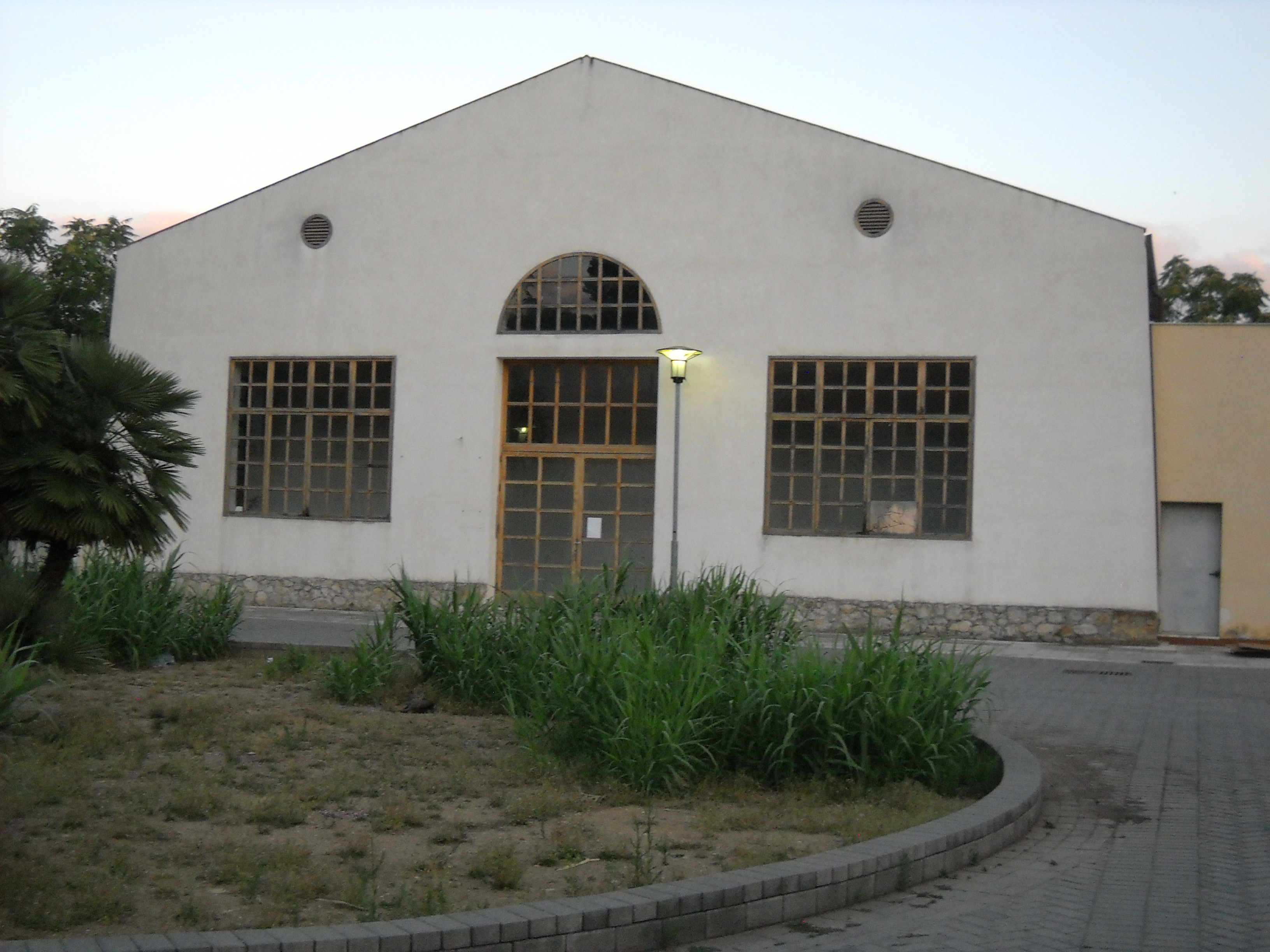
Cantieri Culturali della Zisa di Palermo: Pavillon Cinema De Seta (à l'arrière)
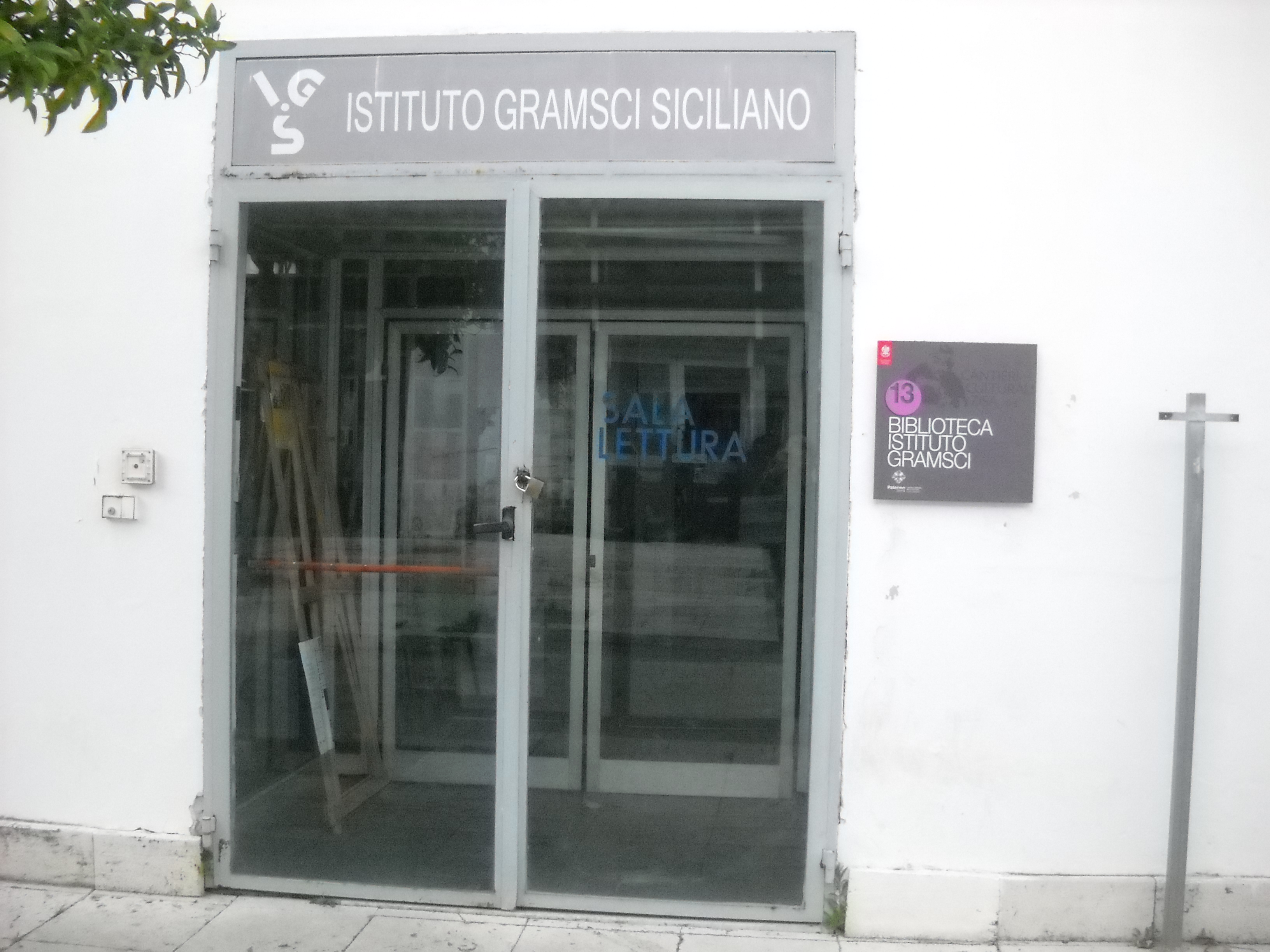
Cantieri Culturali della Zisa di Palermo: Siége de l'Istituto Gramsci Siciliano
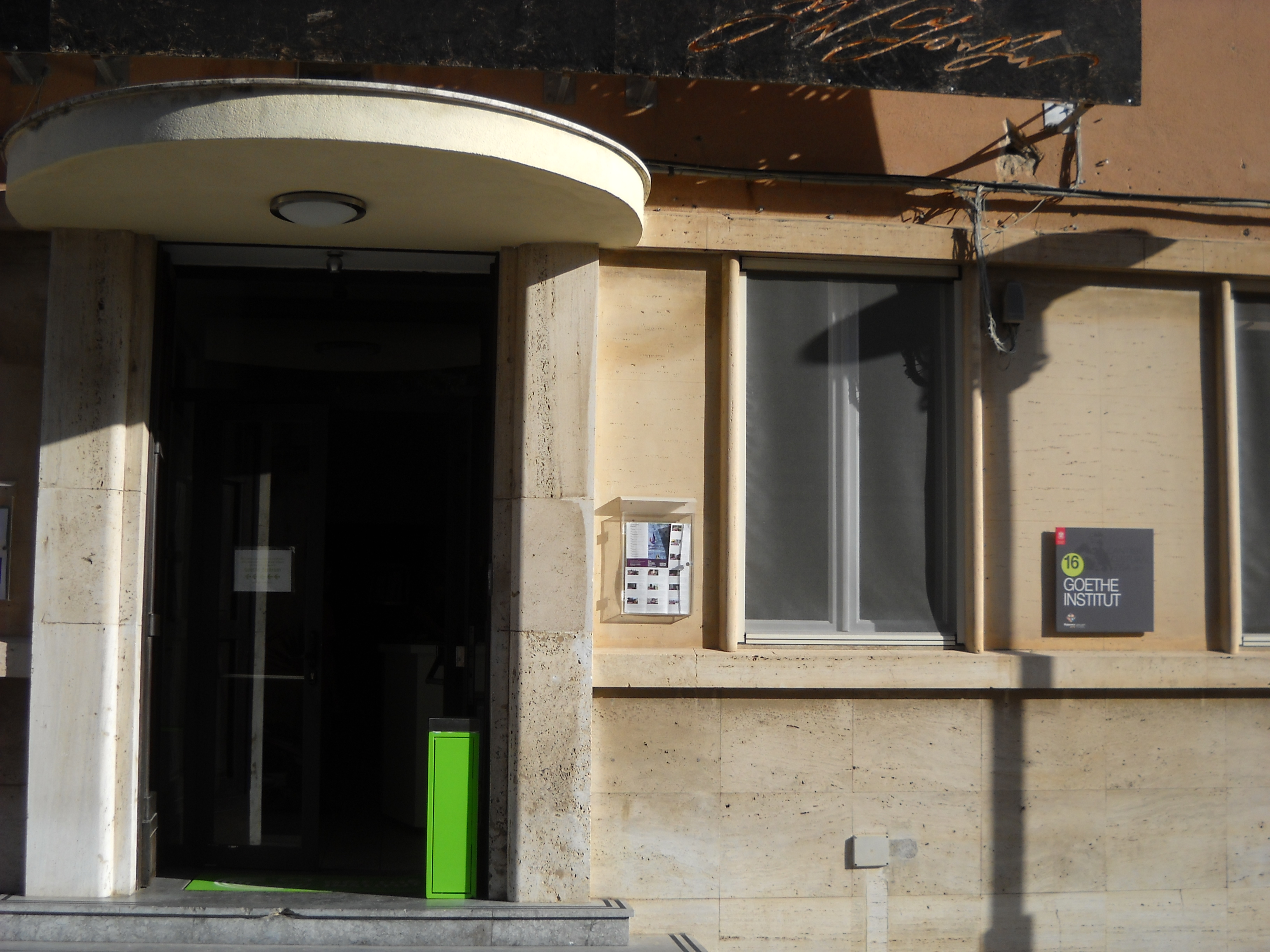
Cantieri Culturali della Zisa di Palermo: Siége du Goethe Institut de Palerme
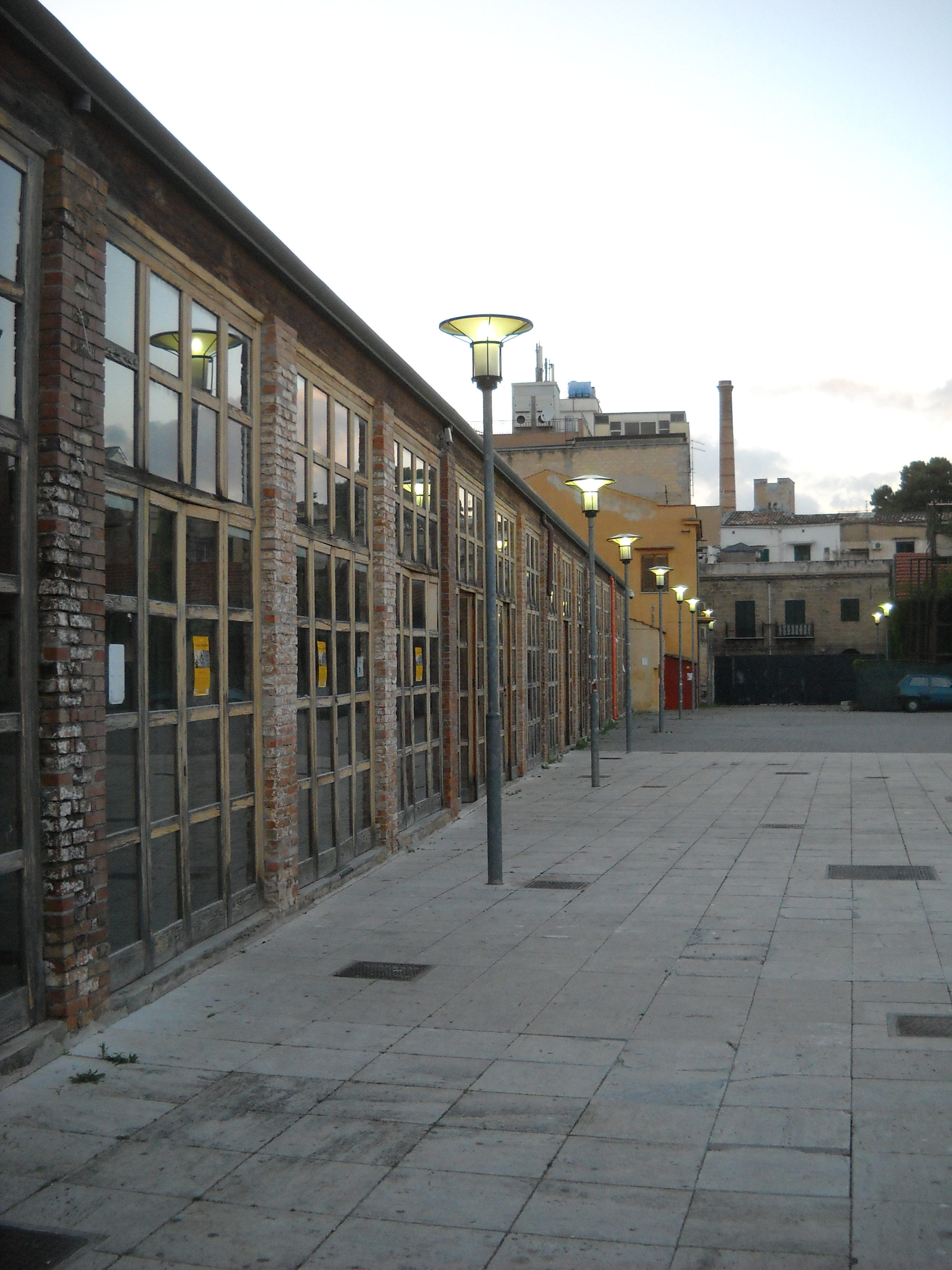
Cantieri Culturali della Zisa di Palermo: Boutiques d'artisanat